# Hopman Cup 2010
La Hopman Cup 2010 è stata la 22ª edizione della Hopman Cup, torneo di tennis riservato a squadre miste. 
Vi hanno partecipato 8 squadre di tutti i continenti e si è disputata al Burswood Entertainment Complex di Perth in Australia,
dal 2 al 9 gennaio 2010. La Slovacchia era la nazione detentrice del titolo ma non ha partecipato a questa edizione.
La Spagna ha vinto questa edizione, battendo in finale la Gran Bretagna.

## Squadre e teste di serie
1. Australia – Samantha Stosur / Lleyton Hewitt (round robin)
2. Russia – Elena Dement'eva / Igor' Andreev (round robin)
3. Regno Unito – Laura Robson / Andy Murray (finale)
4. Spagna – María José Martínez Sánchez / Tommy Robredo (campioni)

1. Germania – Sabine Lisicki / Philipp Kohlschreiber (round robin)
2. Romania – Sorana Cîrstea / Victor Hănescu (round robin)
3. Stati Uniti – Melanie Oudin / John Isner (round robin)
4. Kazakistan – Jaroslava Švedova / Andrej Golubev (round robin)

## Gruppo A

### Classifica
| Posizione | Nazione     | V | S | Incontri | Set    |
| --------- | ----------- | - | - | -------- | ------ |
| 1         | Spagna      | 3 | 0 | 9 – 0    | 18 – 2 |
| 2         | Stati Uniti | 1 | 2 | 4 – 5    | 9 – 11 |
| 3         | Australia   | 1 | 2 | 3 – 6    | 9 – 13 |
| 4         | Romania     | 1 | 2 | 2 – 7    | 5 – 15 |

### Australia vs. Romania
| Australia 1 | Burswood Entertainment Complex, Perth 2 gennaio, 2010, 10:00 AWST (UTC+8) Cemento indoor | Burswood Entertainment Complex, Perth 2 gennaio, 2010, 10:00 AWST (UTC+8) Cemento indoor | Romania 2 |     |     |  |
| \| \| \| \| 1 \| 2 \| 3 \| \| \| - \| \| ---------------------------------------------------------------- \| --- \| --- \| --- \| \| \| 1 \| \| Samantha Stosur Sorana Cîrstea \| 6 3 \| 4 6 \| 3 6 \| \| \| 2 \| \| Lleyton Hewitt Victor Hănescu \| 3 6 \| 6 3 \| 7 6 \| \| \| 3 \| \| Samantha Stosur / Lleyton Hewitt Sorana Cîrstea / Victor Hănescu \| 5 7 \| 1 6 \| \| \| |                                                                                          |                                                                                          |           |     |     |  |
| |                                                                                          |                                                                                          | 1         | 2   | 3   |  |
| 1 | Australia (bandiera) · Romania (bandiera)                                                | Samantha Stosur Sorana Cîrstea                                                           | 6 3       | 4 6 | 3 6 |  |
| 2 | Australia (bandiera) · Romania (bandiera)                                                | Lleyton Hewitt Victor Hănescu                                                            | 3 6       | 6 3 | 7 6 |  |
| 3 | Australia (bandiera) · Romania (bandiera)                                                | Samantha Stosur / Lleyton Hewitt Sorana Cîrstea / Victor Hănescu                         | 5 7       | 1 6 |     |  |

### Spagna vs. Stati Uniti
| Spagna 3 | Burswood Entertainment Complex, Perth 3 gennaio, 2010, 10:00 AWST (UTC+8) Cemento indoor | Burswood Entertainment Complex, Perth 3 gennaio, 2010, 10:00 AWST (UTC+8) Cemento indoor | Stati Uniti 0 |     |     |  |
| \| \| \| \| 1 \| 2 \| 3 \| \| \| - \| \| ---------------------------------------------------------------------- \| --- \| --- \| --- \| \| \| 1 \| \| María José Martínez Sánchez Melanie Oudin \| 6 4 \| 6 4 \| \| \| \| 2 \| \| Tommy Robredo John Isner \| 6 7 \| 6 3 \| 7 6 \| \| \| 3 \| \| María José Martínez Sánchez / Tommy Robredo Melanie Oudin / John Isner \| 6 4 \| 7 5 \| \| \| |                                                                                          |                                                                                          |               |     |     |  |
| |                                                                                          |                                                                                          | 1             | 2   | 3   |  |
| 1 | Spagna (bandiera) · Stati Uniti (bandiera)                                               | María José Martínez Sánchez Melanie Oudin                                                | 6 4           | 6 4 |     |  |
| 2 | Spagna (bandiera) · Stati Uniti (bandiera)                                               | Tommy Robredo John Isner                                                                 | 6 7           | 6 3 | 7 6 |  |
| 3 | Spagna (bandiera) · Stati Uniti (bandiera)                                               | María José Martínez Sánchez / Tommy Robredo Melanie Oudin / John Isner                   | 6 4           | 7 5 |     |  |

### Australia vs. Stati Uniti
| Australia 2 | Burswood Entertainment Complex, Perth 5 gennaio, 2010, 10:00 AWST (UTC+8) Cemento indoor | Burswood Entertainment Complex, Perth 5 gennaio, 2010, 10:00 AWST (UTC+8) Cemento indoor | Stati Uniti 1 |     |      |  |
| \| \| \| \| 1 \| 2 \| 3 \| \| \| - \| \| ----------------------------------------------------------- \| --- \| --- \| ---- \| \| \| 1 \| \| Samantha Stosur Melanie Oudin \| 6 2 \| 6 4 \| \| \| \| 2 \| \| Lleyton Hewitt John Isner \| 6 1 \| 7 5 \| \| \| \| 3 \| \| Samantha Stosur / Lleyton Hewitt Melanie Oudin / John Isner \| 6 2 \| 1 6 \| 5 10 \| \| |                                                                                          |                                                                                          |               |     |      |  |
| |                                                                                          |                                                                                          | 1             | 2   | 3    |  |
| 1 | Australia (bandiera) · Stati Uniti (bandiera)                                            | Samantha Stosur Melanie Oudin                                                            | 6 2           | 6 4 |      |  |
| 2 | Australia (bandiera) · Stati Uniti (bandiera)                                            | Lleyton Hewitt John Isner                                                                | 6 1           | 7 5 |      |  |
| 3 | Australia (bandiera) · Stati Uniti (bandiera)                                            | Samantha Stosur / Lleyton Hewitt Melanie Oudin / John Isner                              | 6 2           | 1 6 | 5 10 |  |

### Spagna vs. Romania
| Spagna 3 | Burswood Entertainment Complex, Perth 5 gennaio, 2010, 17:30 AWST (UTC+8) Cemento indoor | Burswood Entertainment Complex, Perth 5 gennaio, 2010, 17:30 AWST (UTC+8) Cemento indoor | Romania 0 |     |   |        |
| \| \| \| \| 1 \| 2 \| 3 \| \| \| - \| \| --------------------------------------------------------------------------- \| --- \| --- \| - \| ------ \| \| 1 \| \| María José Martínez Sánchez Sorana Cîrstea \| 6 4 \| 6 3 \| \| \| \| 2 \| \| Tommy Robredo Victor Hănescu \| 6 3 \| \| \| ritiro \| \| 3 \| \| María José Martínez Sánchez / Tommy Robredo Sorana Cîrstea / Victor Hănescu \| \| \| \| w/o \| |                                                                                          |                                                                                          |           |     |   |        |
| |                                                                                          |                                                                                          | 1         | 2   | 3 |        |
| 1 | Spagna (bandiera) · Romania (bandiera)                                                   | María José Martínez Sánchez Sorana Cîrstea                                               | 6 4       | 6 3 |   |        |
| 2 | Spagna (bandiera) · Romania (bandiera)                                                   | Tommy Robredo Victor Hănescu                                                             | 6 3       |     |   | ritiro |
| 3 | Spagna (bandiera) · Romania (bandiera)                                                   | María José Martínez Sánchez / Tommy Robredo Sorana Cîrstea / Victor Hănescu              |           |     |   | w/o    |

### Spagna vs. Australia
| Spagna 3 | Burswood Entertainment Complex, Perth 7 gennaio, 2010, 10:00 AWST (UTC+8) Cemento indoor | Burswood Entertainment Complex, Perth 7 gennaio, 2010, 10:00 AWST (UTC+8) Cemento indoor | Australia 0 |     |      |  |
| \| \| \| \| 1 \| 2 \| 3 \| \| \| - \| \| ---------------------------------------------------------------------------- \| --- \| --- \| ---- \| \| \| 1 \| \| María José Martínez Sánchez Samantha Stosur \| 6 4 \| 6 1 \| \| \| \| 2 \| \| Tommy Robredo Lleyton Hewitt \| 6 2 \| 6 4 \| \| \| \| 3 \| \| María José Martínez Sánchez / Tommy Robredo Samantha Stosur / Lleyton Hewitt \| 6 3 \| 3 6 \| 10 7 \| \| |                                                                                          |                                                                                          |             |     |      |  |
| |                                                                                          |                                                                                          | 1           | 2   | 3    |  |
| 1 | Spagna (bandiera) · Australia (bandiera)                                                 | María José Martínez Sánchez Samantha Stosur                                              | 6 4         | 6 1 |      |  |
| 2 | Spagna (bandiera) · Australia (bandiera)                                                 | Tommy Robredo Lleyton Hewitt                                                             | 6 2         | 6 4 |      |  |
| 3 | Spagna (bandiera) · Australia (bandiera)                                                 | María José Martínez Sánchez / Tommy Robredo Samantha Stosur / Lleyton Hewitt             | 6 3         | 3 6 | 10 7 |  |

### Romania vs. Stati Uniti
| Romania 0 | Burswood Entertainment Complex, Perth 7 gennaio, 2010, 10:00 AWST (UTC+8) Cemento indoor | Burswood Entertainment Complex, Perth 7 gennaio, 2010, 10:00 AWST (UTC+8) Cemento indoor | Stati Uniti 3 |     |   |     |
| \| \| \| \| 1 \| 2 \| 3 \| \| \| - \| \| ---------------------------------------------------------- \| --- \| --- \| - \| --- \| \| 1 \| \| Sorana Cîrstea Melanie Oudin \| 2 6 \| 3 6 \| \| \| \| 2 \| \| Victor Hănescu John Isner \| \| \| \| w/o \| \| 3 \| \| Sorana Cîrstea / Victor Hănescu Melanie Oudin / John Isner \| \| \| \| w/o \| |                                                                                          |                                                                                          |               |     |   |     |
| |                                                                                          |                                                                                          | 1             | 2   | 3 |     |
| 1 | Romania (bandiera) · Stati Uniti (bandiera)                                              | Sorana Cîrstea Melanie Oudin                                                             | 2 6           | 3 6 |   |     |
| 2 | Romania (bandiera) · Stati Uniti (bandiera)                                              | Victor Hănescu John Isner                                                                |               |     |   | w/o |
| 3 | Romania (bandiera) · Stati Uniti (bandiera)                                              | Sorana Cîrstea / Victor Hănescu Melanie Oudin / John Isner                               |               |     |   | w/o |

## Gruppo B

### Classifica
| Posizione | Nazione     | V | S | Incontri | Set    |
| --------- | ----------- | - | - | -------- | ------ |
| 1         | Regno Unito | 3 | 0 | 6 – 3    | 13 – 8 |
| 2         | Kazakistan  | 2 | 1 | 5 – 3    | 11 – 7 |
| 3         | Russia      | 1 | 2 | 4 – 5    | 9 – 11 |
| 4         | Germania    | 0 | 3 | 2 – 6    | 5 – 12 |

### Russia vs. Germania
| Russia 2 | Burswood Entertainment Complex, Perth 4 gennaio, 2010, 10:00 AWST (UTC+8) Cemento indoor | Burswood Entertainment Complex, Perth 4 gennaio, 2010, 10:00 AWST (UTC+8) Cemento indoor | Germania 1 |      |     |  |
| \| \| \| \| 1 \| 2 \| 3 \| \| \| - \| \| ----------------------------------------------------------------------- \| --- \| ---- \| --- \| \| \| 1 \| \| Elena Dement'eva Sabine Lisicki \| 4 6 \| 1 6 \| \| \| \| 2 \| \| Igor' Andreev Philipp Kohlschreiber \| 6 3 \| 62 7 \| 6 3 \| \| \| 3 \| \| Elena Dement'eva / Igor' Andreev Sabine Lisicki / Philipp Kohlschreiber \| 6 4 \| 7 68 \| \| \| |                                                                                          |                                                                                          |            |      |     |  |
| |                                                                                          |                                                                                          | 1          | 2    | 3   |  |
| 1 | Russia (bandiera) · Germania (bandiera)                                                  | Elena Dement'eva Sabine Lisicki                                                          | 4 6        | 1 6  |     |  |
| 2 | Russia (bandiera) · Germania (bandiera)                                                  | Igor' Andreev Philipp Kohlschreiber                                                      | 6 3        | 62 7 | 6 3 |  |
| 3 | Russia (bandiera) · Germania (bandiera)                                                  | Elena Dement'eva / Igor' Andreev Sabine Lisicki / Philipp Kohlschreiber                  | 6 4        | 7 68 |     |  |

### Gran Bretagna vs. Kazakistan
| Gran Bretagna 2 | Burswood Entertainment Complex, Perth 4 gennaio, 2010, 17:30 AWST (UTC+8) Cemento indoor | Burswood Entertainment Complex, Perth 4 gennaio, 2010, 17:30 AWST (UTC+8) Cemento indoor | Kazakistan 1 |     |       |  |
| \| \| \| \| 1 \| 2 \| 3 \| \| \| - \| \| ------------------------------------------------------------- \| --- \| --- \| ----- \| \| \| 1 \| \| Laura Robson Jaroslava Švedova \| 6 4 \| 3 6 \| 0 6 \| \| \| 2 \| \| Andy Murray Andrej Golubev \| 6 2 \| 6 2 \| \| \| \| 3 \| \| Laura Robson / Andy Murray Jaroslava Švedova / Andrej Golubev \| 6 3 \| 5 7 \| 12 10 \| \| |                                                                                          |                                                                                          |              |     |       |  |
| |                                                                                          |                                                                                          | 1            | 2   | 3     |  |
| 1 | Gran Bretagna (bandiera) · Kazakistan (bandiera)                                         | Laura Robson Jaroslava Švedova                                                           | 6 4          | 3 6 | 0 6   |  |
| 2 | Gran Bretagna (bandiera) · Kazakistan (bandiera)                                         | Andy Murray Andrej Golubev                                                               | 6 2          | 6 2 |       |  |
| 3 | Gran Bretagna (bandiera) · Kazakistan (bandiera)                                         | Laura Robson / Andy Murray Jaroslava Švedova / Andrej Golubev                            | 6 3          | 5 7 | 12 10 |  |

### Gran Bretagna vs. Germania
| Gran Bretagna 2 | Burswood Entertainment Complex, Perth 6 gennaio, 2010, 10:00 AWST (UTC+8) Cemento indoor | Burswood Entertainment Complex, Perth 6 gennaio, 2010, 10:00 AWST (UTC+8) Cemento indoor | Germania 1 |     |   |  |
| \| \| \| \| 1 \| 2 \| 3 \| \| \| - \| \| ----------------------------------------------------------------- \| ---- \| --- \| - \| \| \| 1 \| \| Laura Robson Sabine Lisicki \| 65 7 \| 3 6 \| \| \| \| 2 \| \| Andy Murray Philipp Kohlschreiber \| 6 4 \| 6 1 \| \| \| \| 3 \| \| Laura Robson / Andy Murray Sabine Lisicki / Philipp Kohlschreiber \| 6 3 \| 6 2 \| \| \| |                                                                                          |                                                                                          |            |     |   |  |
| |                                                                                          |                                                                                          | 1          | 2   | 3 |  |
| 1 | Gran Bretagna (bandiera) · Germania (bandiera)                                           | Laura Robson Sabine Lisicki                                                              | 65 7       | 3 6 |   |  |
| 2 | Gran Bretagna (bandiera) · Germania (bandiera)                                           | Andy Murray Philipp Kohlschreiber                                                        | 6 4        | 6 1 |   |  |
| 3 | Gran Bretagna (bandiera) · Germania (bandiera)                                           | Laura Robson / Andy Murray Sabine Lisicki / Philipp Kohlschreiber                        | 6 3        | 6 2 |   |  |

### Russia vs. Kazakistan
| Russia 1 | Burswood Entertainment Complex, Perth 6 gennaio, 2010, 17:30 AWST (UTC+8) Cemento indoor | Burswood Entertainment Complex, Perth 6 gennaio, 2010, 17:30 AWST (UTC+8) Cemento indoor | Kazakistan 2 |     |   |  |
| \| \| \| \| 1 \| 2 \| 3 \| \| \| - \| \| ------------------------------------------------------------------- \| ---- \| --- \| - \| \| \| 1 \| \| Elena Dement'eva Jaroslava Švedova \| 6 3 \| 6 1 \| \| \| \| 2 \| \| Igor' Andreev Andrej Golubev \| 4 6 \| 3 6 \| \| \| \| 3 \| \| Elena Dement'eva / Igor' Andreev Jaroslava Švedova / Andrej Golubev \| 64 7 \| 4 6 \| \| \| |                                                                                          |                                                                                          |              |     |   |  |
| |                                                                                          |                                                                                          | 1            | 2   | 3 |  |
| 1 | Russia (bandiera) · Kazakistan (bandiera)                                                | Elena Dement'eva Jaroslava Švedova                                                       | 6 3          | 6 1 |   |  |
| 2 | Russia (bandiera) · Kazakistan (bandiera)                                                | Igor' Andreev Andrej Golubev                                                             | 4 6          | 3 6 |   |  |
| 3 | Russia (bandiera) · Kazakistan (bandiera)                                                | Elena Dement'eva / Igor' Andreev Jaroslava Švedova / Andrej Golubev                      | 64 7         | 4 6 |   |  |

### Russia vs. Gran Bretagna
| Russia 1 | Burswood Entertainment Complex, Perth 8 gennaio, 2010, 10:00 AWST (UTC+8) Cemento indoor | Burswood Entertainment Complex, Perth 8 gennaio, 2010, 10:00 AWST (UTC+8) Cemento indoor | Gran Bretagna 2 |     |      |  |
| \| \| \| \| 1 \| 2 \| 3 \| \| \| - \| \| ----------------------------------------------------------- \| --- \| --- \| ---- \| \| \| 1 \| \| Elena Dement'eva Laura Robson \| 6 4 \| 6 0 \| \| \| \| 2 \| \| Igor' Andreev Andy Murray \| 1 6 \| 0 6 \| \| \| \| 3 \| \| Elena Dement'eva / Igor' Andreev Laura Robson / Andy Murray \| 4 6 \| 7 6 \| 6 10 \| \| |                                                                                          |                                                                                          |                 |     |      |  |
| |                                                                                          |                                                                                          | 1               | 2   | 3    |  |
| 1 | Russia (bandiera) · Gran Bretagna (bandiera)                                             | Elena Dement'eva Laura Robson                                                            | 6 4             | 6 0 |      |  |
| 2 | Russia (bandiera) · Gran Bretagna (bandiera)                                             | Igor' Andreev Andy Murray                                                                | 1 6             | 0 6 |      |  |
| 3 | Russia (bandiera) · Gran Bretagna (bandiera)                                             | Elena Dement'eva / Igor' Andreev Laura Robson / Andy Murray                              | 4 6             | 7 6 | 6 10 |  |

### Germania vs. Kazakistan
| Germania 0 | Burswood Entertainment Complex, Perth 8 gennaio, 2010, 10:00 AWST (UTC+8) Cemento indoor | Burswood Entertainment Complex, Perth 8 gennaio, 2010, 10:00 AWST (UTC+8) Cemento indoor | Kazakistan 2 |      |   |             |
| \| \| \| \| 1 \| 2 \| 3 \| \| \| - \| \| ------------------------------------------------------------------------- \| --- \| ---- \| - \| ----------- \| \| 1 \| \| Sabine Lisicki Jaroslava Švedova \| 4 6 \| 64 7 \| \| \| \| 2 \| \| Philipp Kohlschreiber Andrej Golubev \| 2 6 \| 1 6 \| \| \| \| 3 \| \| Sabine Lisicki / Philipp Kohlschreiber Jaroslava Švedova / Andrej Golubev \| \| \| \| non giocato \| |                                                                                          |                                                                                          |              |      |   |             |
| |                                                                                          |                                                                                          | 1            | 2    | 3 |             |
| 1 | Germania (bandiera) · Kazakistan (bandiera)                                              | Sabine Lisicki Jaroslava Švedova                                                         | 4 6          | 64 7 |   |             |
| 2 | Germania (bandiera) · Kazakistan (bandiera)                                              | Philipp Kohlschreiber Andrej Golubev                                                     | 2 6          | 1 6  |   |             |
| 3 | Germania (bandiera) · Kazakistan (bandiera)                                              | Sabine Lisicki / Philipp Kohlschreiber Jaroslava Švedova / Andrej Golubev                |              |      |   | non giocato |

## Finale
| Spagna 2 | Burswood Entertainment Complex, Perth 9 gennaio, 2010, 9.30 AWST (UTC+8) Cemento indoor | Burswood Entertainment Complex, Perth 9 gennaio, 2010, 9.30 AWST (UTC+8) Cemento indoor | Gran Bretagna 1 |     |     |  |
| \| \| \| \| 1 \| 2 \| 3 \| \| \| - \| \| ---------------------------------------------------------------------- \| --- \| --- \| --- \| \| \| 1 \| \| María José Martínez Sánchez Laura Robson \| 1 6 \| 6 7 \| \| \| \| 2 \| \| Tommy Robredo Andy Murray \| 1 6 \| 6 4 \| 6 3 \| \| \| 3 \| \| María José Martínez Sánchez / Tommy Robredo Laura Robson / Andy Murray \| 7 6 \| 7 5 \| \| \| |                                                                                         |                                                                                         |                 |     |     |  |
| |                                                                                         |                                                                                         | 1               | 2   | 3   |  |
| 1 | Spagna (bandiera) · Gran Bretagna (bandiera)                                            | María José Martínez Sánchez Laura Robson                                                | 1 6             | 6 7 |     |  |
| 2 | Spagna (bandiera) · Gran Bretagna (bandiera)                                            | Tommy Robredo Andy Murray                                                               | 1 6             | 6 4 | 6 3 |  |
| 3 | Spagna (bandiera) · Gran Bretagna (bandiera)                                            | María José Martínez Sánchez / Tommy Robredo Laura Robson / Andy Murray                  | 7 6             | 7 5 |     |  |

## Campioni
| Vincitori della Hopman Cup 2010 |
| ------------------------------- |
| Spagna (3º titolo)              |